# حصان غجري
يعد الحصان الغجري نوعًا أو سلالة من الخيول المحلية من جزيرة أيرلندا، إنه حصان صغير ذو بنية صلبة، يرتبط بشكل خاص بالسائحين الايرلنديين الذين يسافرون في بريطانيا وأيرلندا، لم يكن هناك ارتباط كتابي أو سلالة للخيول من هذا النوع حتى عام 1996، لكنه يعتبر الآن سلالة ويمكن تسجيله مع عدد من جمعيات السلالات، منذ حوالي عام 1850، بدأ الأشخاص الذين يسافرون في الجزر البريطانية يستخدمون نوعًا مميزًا من الخيول لسحب الفردوس، القوافل التي بدأوا فيها للتو في العيش والسفر، تم تحسين لون ومظهر السلالة في السنوات التي تلت الحرب العالمية الثانية، تم تصدير الخيول من هذا النوع لأول مرة إلى الولايات المتحدة في عام 1996.

## مميزات

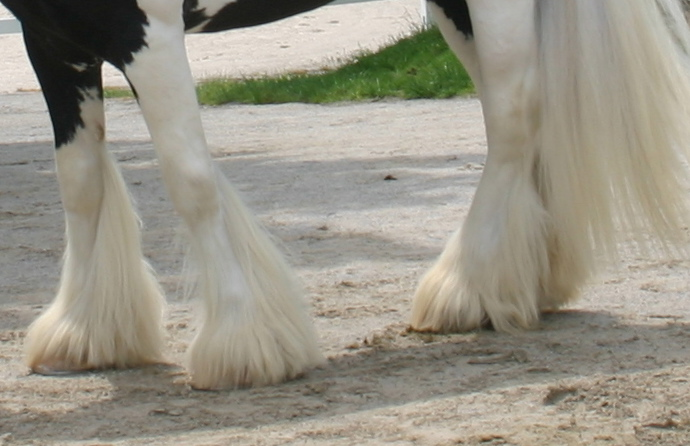
ريشة على الساقين السفلي

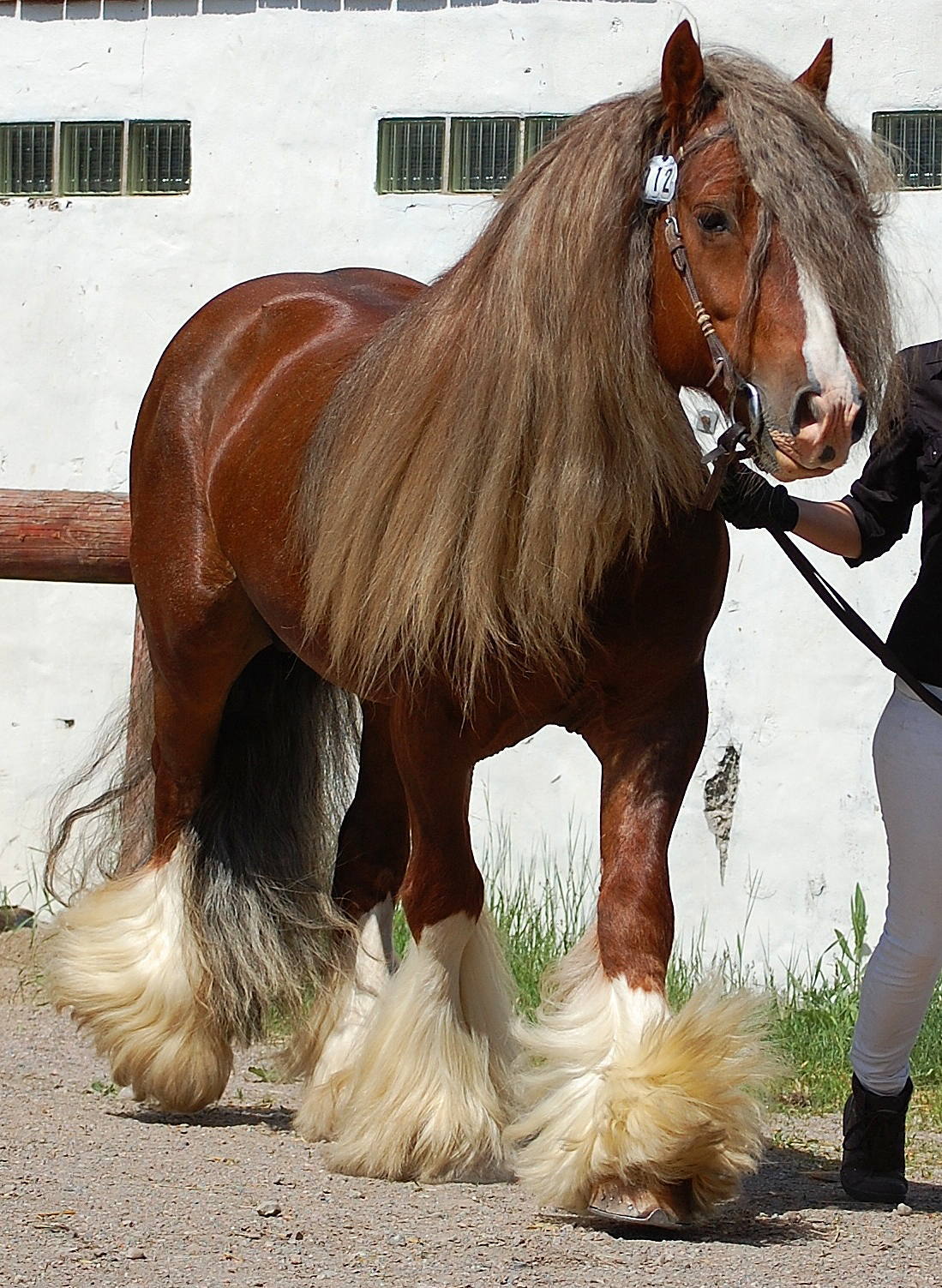
حصان غجر صلب اللون

يكون حصان الغجر عادة، ولكن ليس دائمًا، من صخور البيبالد، ويطلق على الحصان ذو اللون الصلب مع الرش الأبيض على الجوف، منذ أن نشأ الحصان في الجزر البريطانية، يمكن استخدام أسماء الألوان البريطانية في التسجيل في الولايات المتحدة الأمريكية.
هناك العديد من مجتمعات السلالات للحصانالغجري، مع وجود اختلافات في معايير سلالة كل منها، يتراوح الارتفاع المرغوب فيه عمومًا من 13 إلى 16 يدًا (من 52 إلى 64 بوصة، من 132 إلى 163 سم) في الولايات المتحدة وأستراليا، ولكن في أيرلندا وأوروبا القارية، يرتفع حد الارتفاع المطلوب 16.2 يد (66 بوصة، 168 سم) لبعض الأنواع، وهي تسمح لكل من الخيول الأخف وزنا أكبر من تلك التي تطلبها عادة المنظمات الأمريكية، [b] بعض الكتب المسجلة لها فئات مختلفة: يحتوي الحصان الايرلندي في سجل أمريكا على تصنيفين للارتفاع: القسم أ للخيول الأصيلة تحت 14.2 يد (58 بوصة، 147 سم) والقسم ب للخيول الأصيلة 14.2 يد (58 بوصة، 147 سم) وأكثر، القسم ج خاص بالخيول الايرلندية،[17] يُصنّف كتاب هولندا الخيول لخيول ايرلندية، الذي يُعرّف بأنه «حصان عامل غير بارع»، إلى ثلاث مجموعات: «جواد قوي قصير القوائم» و «فانر» و «غراي» استنادًا إلى الارتفاع بالأمتار والدرجات من الصقل، يتراوح حجم الجواد القوي قصير القوائم بين 14.3 إلى 15.1 يد (59 إلى 61 بوصة، 150 إلى 155 سم)، وفانر 15.1 إلى 16.2 يد (61 إلى 66 بوصة، 155 إلى 168 سم)، قد يكون حجم «غراي» الأكثر دقة من أي حجم ولكنه عادة ما يكون في حدود 14.3 إلى 16.2 يد، ويعتبر الريش، والشعر الطويل على الساقين، «خاصية مميزة وزخرفة للجواد القوي قصير القامة الأيرلندي»، لكنه ليس شرطًا للتسجيل.
يجب أن يكون شكل وجه الايرلندي مستقيماً، لا يكون مفرغًا ولا أنف روماني، يُفضل الحصول على رأس «حلو»، أكثر دقة من معظم الخيول المسودة، ينص معيار سلالة الهيئة العامة للإسكان على أن الرأس قد يكون «حلوًا»، "رأسًا صغيرًا وأنيقًا من النوع المهر"، يعني دون خشونة وبما يتناسب مع الجسم، ولكن أرويو غراندي الثانوية تدعو بشكل لا لبس فيه إلى رأس حلو، "أكثر صقلًا مما قد يكون لشاير، مع جبهته العريضة والفك السخي والكمامة المربعة وحتى العضة"، وفقًا لـمدرسة الوادي الكبير الأوسط، «يجب أن يكون الجبين مسطحًا وعريضًا، مع عظم الوجه الأمامي، مسطح إلى محدب قليلاً».

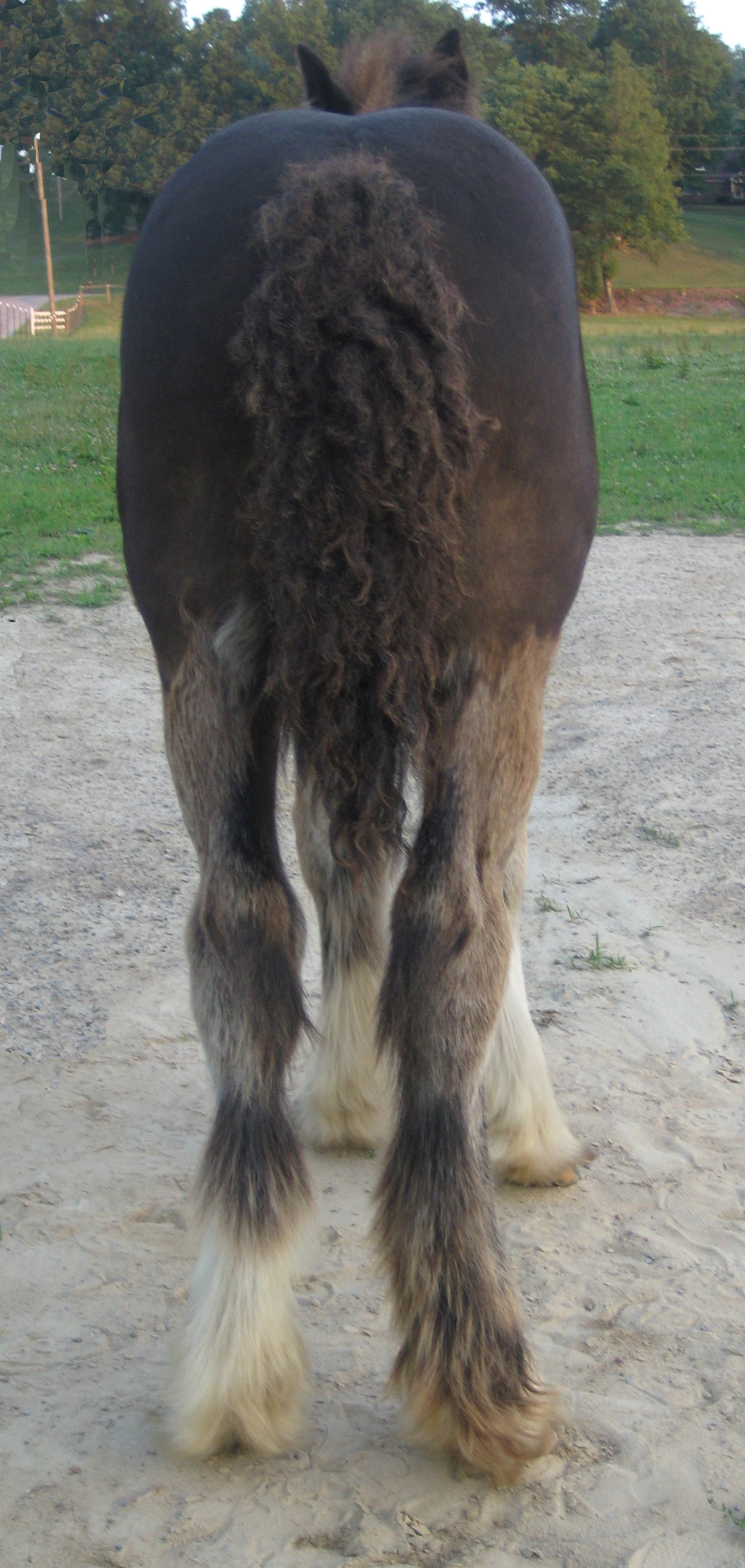
عرقوب المهر

العنق قوي، عضلي، متوسط الطول «مع مزلاج الحلق أعمق قليلاً من السلالات الخفيفة»، يجب أن يكون الصدر واسعًا وعميقًا وعضلاته جيدة، الكؤوس «مدورة جيدًا، ليست عالية وجيدة، أي بالكاد ملحوظة»، تدعو معظم المعايير إلى كتف «منحدر جيدًا» ولكن معيار مدرسة جريت فالي الثانوية أكثر دقة، حيث تحدد زاوية الكتف التي تتراوح بين 45 درجة إلى 60 درجة، الجزء الخلفي هو أن تكون قصيرة إلى جانب الأضلاع التي انتشرت بشكل جيد ومحيط القلب العميق، يجب أن يكون طول خط البطن ضعف طول خط الظهر الخلفي ويجب ألا يظهر الحصان «مخصر»، يتطلب معيار التكاثر الهولندي لأنواع الفانير والكوب بناءً قويًا وعضويًا يتميز بالريش الوفير، كما هو الحال في الجمعيات الأخرى، تم تصنيف «غراي» على أنه نوع ركوب أخف وأكثر دقة.
تعرّف المناطق الخلفية القوية السلالة على أنها حصان صغير، "مصمم للقوة والسلطة، ولكن مع الصف والوجود والأناقة" يوصف في بعض الأحيان على أنه «بعقب تفاحة» هو مدور بشكل جيد و «سخية جدا، على نحو سلس وواسع»، الخلفية السيئة العضلات أو الردف المنحدر للغاية غير مقبولة، يجب أن يكون الخط الذي يقيس طول الورك أيضًا أفقيًا؛ إذا كان رأس الذيل يقع أسفل الخط الأفقي الذي يتقاطع مع نقطة الورك، فستقترب «الورك / المجموعة» من الحصان من زاوية شديدة الانحدار بالنسبة إلى الغجر فانر.
يجب أن تكون العظام في الساقين ثقيلة ونظيفة ومسطحة، يدعو مدرسة الوادي الكبير الأوسط القياسي لطول نسبة الساعد إلى المدفع من 55 ٪ إلى 45 ٪، يجب أن تكون الأرجل الأمامية نظيفة ومسطحة في المفاصل وكذلك العظام؛ يجب أن تنحدر الأجزاء الأمامية بنفس زاوية الكتف ويجب ألا تكون قصيرة، يجب أن يلمس الخط المرسو من نقطة الأرداف مؤخرة العرقوب، ويعمل «موازيًا» لعظم المدفع، ولمس الأرض مباشرة خلف «مركز الكعب»، زوايا الحوافر والبقاع من الزوايا الخلفية أكثر رأسية من الزوائد الأمامية، وعادة ما تزيد عن 50 درجة، الحوافر لها جدران قوية وضفدع على شكل جيد، دائري وبكعب عريض.
يجب على الساقين الخلفيتين للحصان الغجري عرض الزاوية المناسبة للحصان الشد، وإن لم يكن بالقدر الذي يوجد في سلالات أكبر من الريش مثل سلالة شاير الحديثة وكلايدسديل، على عكس العيب المطابق للخيل من هوك دنيس، حيث يتم تحويل الساق السفلى فقط إلى الخارج، تم تعيين الساق الخلفية بالكامل لـحصان الغجر بحيث تكون الزاوية إلى الخارج، نتيجة لذلك، عندما يتم عرض الأرجل الخلفية للحصان الذي تم إعداده بشكل مباشر من الخلف، تظهر عظام المدفع الخاصة بهم بشكل متوازٍ.
حصان الغجر لديه مشاعر مميزة، وفقًا لمعيار جمعية غلاسكو للإسكان، "يجب أن تكون الخطوة صحيحة ونضرة وقوية، تظهر قوة دفع جيدة من الخلف، مما يدل على محرك قوي، ومظهر سهل"، يجب أن تكون حركة الحصان "طبيعية، وليست مصطنعة، يكون أداء الركبة أعلى من غيرها، فقد تختلف طريقة الانتقال من قصيرة واقتصادية إلى أطول، وتصل إلى خطوات كبيرة" يتطلب معيار أعظم تجار التجزئة في هيوستن المشي إلى الأمام بثبات مع الاندفاع، الهرولة تغطي الأرض بنقرة خفيفة من الريش عند نقطة الامتداد".
يجب أن يكون حصان الغجر «شريكًا قويًا، لطيفًا، (للغاية) يعمل عن طيب خاطر ومتناسق مع معالجه، كما يتم وصفه على أنه مهذب وسهل الإدارة، ومتشوق لإرضاء، ثقة، شجاعة، تنبيه، ومخلص مع مؤنس حقيقي يشتهر الحصان الغجري بطبيعته اللطيفة والقابلية للتصرف والعقلانية».
يعتبر الحصان الغجري عرضة للأمراض الشائعة لدى الخيول ذات الريش، وأخطرها هو وذمة لمفية تقدمية مزمنة، قد يكون لهذه الحالة مكون وراثي، كما هو الحال في البشر، ومع ذلك، لم تحدد الدراسات حتى الآن وجود جين سببي،[ أقل إثارة للقلق هو التهاب الجلد الماضي («الكعب الدهني»)، البيئة الرطبة تحت الريش هي بيئة مثالية لمزيج من الفطريات والسوس التي يعتقد أنها تسبب ذلك.

## تاريخ

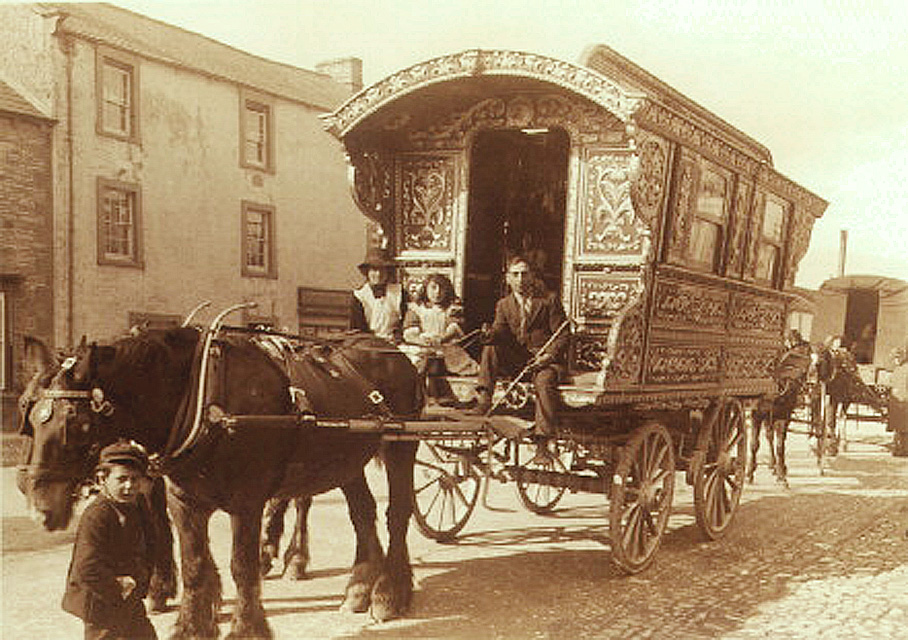
الصورة التاريخية لعائلة المسافر، فاردو، والحصان

تم تربيتها من قبل الغجر في بريطانيا العظمى لسحب فردوس التي عاشوا فيها وسافروا،  وصل الغجر إلى الجزر البريطانية بحلول عام 1500 بعد الميلاد، لكنهم لم يبدأوا في العيش في فردوس حتى حوالي 1850، وقبل ذلك سافروا في عربات مائلة أو على قدم وساق وينامون إما تحت أو في هذه العربات أو في خيام صغيرة، حدث الاستخدام الأقصى لقافلة الغجر في الجزء الأخير من القرن التاسع عشر والعقدين الأولين من القرن العشرين.
بعض جوانب التدريب والإدارة وخصائص الحصان المستخدم لسحب فاردو هي فريدة من نوعها، على سبيل المثال، يتم تدريب الحصان على عدم التوقف حتى يصل إلى قمة التل؛ وإلا فقد لا تتمكن من البدء من جديد، يبدأ التدريب في سن مبكرة جدًا مع ربط الحصان الصغير «بحبل قصير من الرأس إلى حلقة التتبع على طوق الحصان»، ويقود على الجانب الآخر، توضع القبعة في بعض الأحيان على رأس حصان خائف حتى تمنعه من رؤية الجزء الخلفي من قمة مغامراته على العربة التي تلوح في ظهره، كان الحصان الذي يستخدم لسحب فاردو الذي كان منزلًا دائمًا في حالة جيدة جدًا بسبب مزيج من التمارين الرياضية ورعي مجموعة متنوعة من الخضرة في القنافذ والعناية الجيدة؛ كان الحصان يُعتبر جزءًا من العائلة، نظرًا لأن أطفال العائلة كانوا يعيشون على مقربة من الحصان، فإن الشخص الذي كان لديه «مزاج غير موثوق به لا يمكن السكوت عنه».

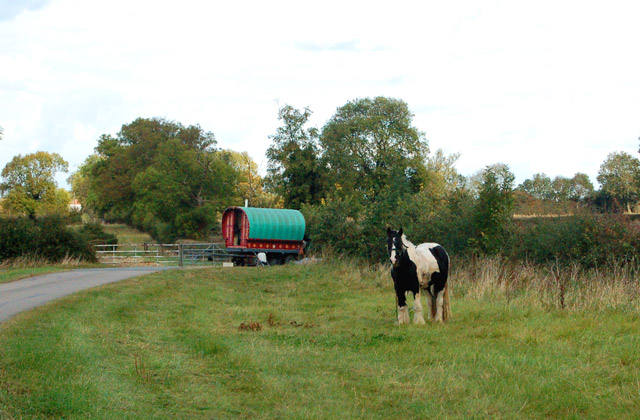
الحصان وعربة القوس بالقرب من برودويل، وارويكشاير

تم استخدام حصان الغجر أيضًا لسحب "عربة التاجر، المستخدمة مع القافلة كركاب متجول وعربة أثناء الرحلة"، ويعرف هذا أيضًا باسم مسطحة أو عربة، والأمثلة تظهر في مهرجان لندن هارنس هورس السنوي.
يُعتقد أن سلالة الحصان الغجري كما هي اليوم قد بدأت في التبلور بعد فترة وجيزة من الحرب العالمية الثانية، عندما بدأ الغجر البريطانيون لأول مرة في العيش في فاردو في حوالي عام 1850، استخدموا البغال ويلقي خارج الخيول من أي سلالة مناسبة لسحبها، وشملت هذه الخيول في وقت لاحق الملونة التي أصبحت غير المألوف في المجتمع السائد، وعادة ما يتم اعدامهم، من بين هؤلاء كان هناك عدد كبير من خيول الحصان الإنكليزي الملونة، انتهى الأمر بالعديد من هؤلاء مع مربي الغجر، وبحلول الخمسينيات من القرن الماضي، كانوا يعتبرون رموزًا ذات قيمة في هذه الثقافة، كانت الخيول المرقطة لفترة وجيزة جدًا في وقت قريب من الحرب العالمية الثانية، ولكن سرعان ما خرج عن الموضة لصالح الحصان الملون، الذي حافظ على شعبيته حتى يومنا هذا، ارتفاع أكبر من سلالة الأولية المستمدة من تأثير كل من الحصان الإنكليزي.
في السنوات التكوينية للحصان الغجري، ولدت روما ليس فقط للون معين، ريشة وافر، وعظم أكبر، ولكن أيضا لزيادة العمل وحجم أصغر، لزيادة النشاط في الهرولة، حاولوا أولاً تربية هاكني بوني، لكن هذا الدم قلل من الريش والعظام، لذلك تحول الغجر إلى القسم د الويلزي كوب لإضافة المزيد من الهرولة المتحركة إلى السلالة دون فقدان السمات الأخرى المطلوبة، كان هناك اتجاه آخر في التكاثر يتمثل في انخفاض مطرد في الارتفاع، وهو اتجاه ما زال موجودًا بين العديد من مربي الغجر، في التسعينات من القرن الماضي، كان متوسط ارتفاع السلالة لا يزال يتجاوز 15 يدًا (60 بوصة، 152 سم)، لكن الخيول التي يتراوح طولها بين 14.3 إلى 15 يدًا (59 إلى 60 بوصة، 150 إلى 152 سم) كانت تُنظر إليها على أنها أكثر رغبة، في المقام الأول لأسباب اقتصادية، نُقل عن جون شو، رسام نقل من ميلنو، روشديل، لانكستر، قوله في عام 1993: «الألوان الكبيرة جداً والشعرية أصبحت الآن رائجة، إنها رموز للمكانة، لكنها ليست في الحقيقة حيوانًا اقتصاديًا، إنها مكلفة أيضًا الكثير لإطعام، وتسخير الأحذية، وأنها لا تقف على العمل، لذلك تريد نوع فانير من 14.3 إلى 15 يد (59 إلى 60 بوصة، 150 إلى 152 سم)»؛ تتطلب الخيول الأكبر عددًا أكبر من الأعلاف أكثر من الخيول الأصغر، فضلاً عن الأحصنة الكبيرة الحجم والخيول.
كانت السلالات الأكثر استخدامًا من قِبل مربي «الروما» ليس فقط لتحديد الحجم بل أيضًا نوع المستقبل «الحصان الغجر» هو داليس بوني، الموصوف بأنه «سميك، قوي، نشط بعد مجتذب كبير»، حافظت داليس، المهر المسطح، على قدرات العظم والريش والسحب المستمدة من سلالات الحصان الإنكليزي وكليديسدال ولكن في حزمة أصغر وبالتالي أكثر اقتصادا، قدمت داليس، وبدرجة أقل، سقط المهر انتيربريد مع الحصان الإنكليزي وكليديسدال أساس حصان الغجر اليوم.
نظرًا لأن الأشخاص من طائفة «الروما» الذين طوروا «الحصان الغجر» قاموا بتوصيل نسب وتربية المعلومات عن طريق الفم، معلومات عن تربة الدم والخيول الكبيرة داخل السلالة هي في معظمها قصصية، يُقال أن أسرتَي السلالتين المعروفتين باسم الحصان القديم للفحم وحصان ميس ميسني يقال إن الحصان يعود إلى فحل الإنكليزي رمادي يعرف باسم شو غراي حصان اسكتلندا، يبدو أن أصل السلالة أيرلندية، ويظهر اسم كونورز بشكل بارز في تاريخ السلالة، في مقابلة سيئة التسجيل، يعطي مربي هنري كونورز المحترم بعضًا من نسب الحصان، ويشمل الخيول التي تحمل أسماء مثل بن بونافاي، وجيمي دويلز، وهنري كونورز وايت هورس ، ولوب الاذن الحصان، وحصان الشام.
يمكن تتبع الكوب الأيرلندي حتى القرن الثامن عشر، ولكنه كان يُعتبر أيضًا نوعًا طويلًا، وليس سلالة، وتختلف إلى حد ما في الخصائص، على الرغم من أنه تم تربيته عمومًا بسبب

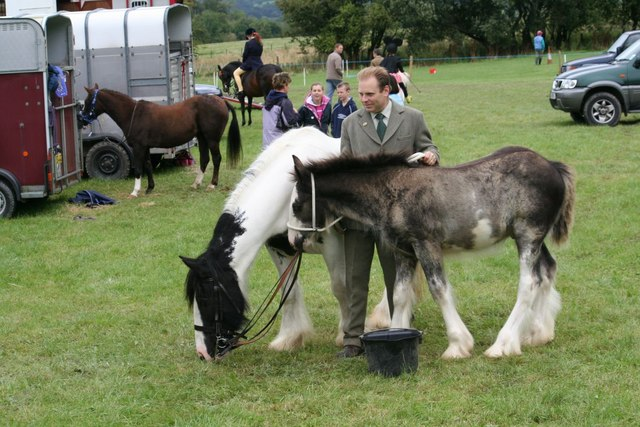
فرس ومهر قرب بيلز ويلز، بوويز، ويلز

أعمال السحب الخفيفة والمزرعة ولكنه كان أيضًا قادرًا على الركود، نشأت من عبور الخيول الأصيلة، وخيول كونيمارا والخيول الأيرلندية.
ابتداءً من عام 1996، تم تشكيل جمعيات ومجتمعات السلالات في أمريكا الشمالية وأوروبا وأستراليا ونيوزيلندا، من بين: جمعية الغجر فانر هورس (1996)، وجمعية الأيرلندية للكوب (1998)، وجمعية الغجر الكأس والطبل الحصان (2002)، وجمعية الغجر الكوب الأمريكية، في وقت لاحق، سجل الغجر في أمريكا (2003)، جمعية خيول الغجر الأسترالية (2007)، ورابطة النيوزيلندي للغجر (2012).
وصلت أول الخيول الغجرية المعروفة التي وصلت إلى أمريكا في عام 1996، واستوردها دينيس وسيندي طومسون، اللذان أنشأ اسم الغجر فانر وبدأوا في مجتمع تولد.

## أسماء

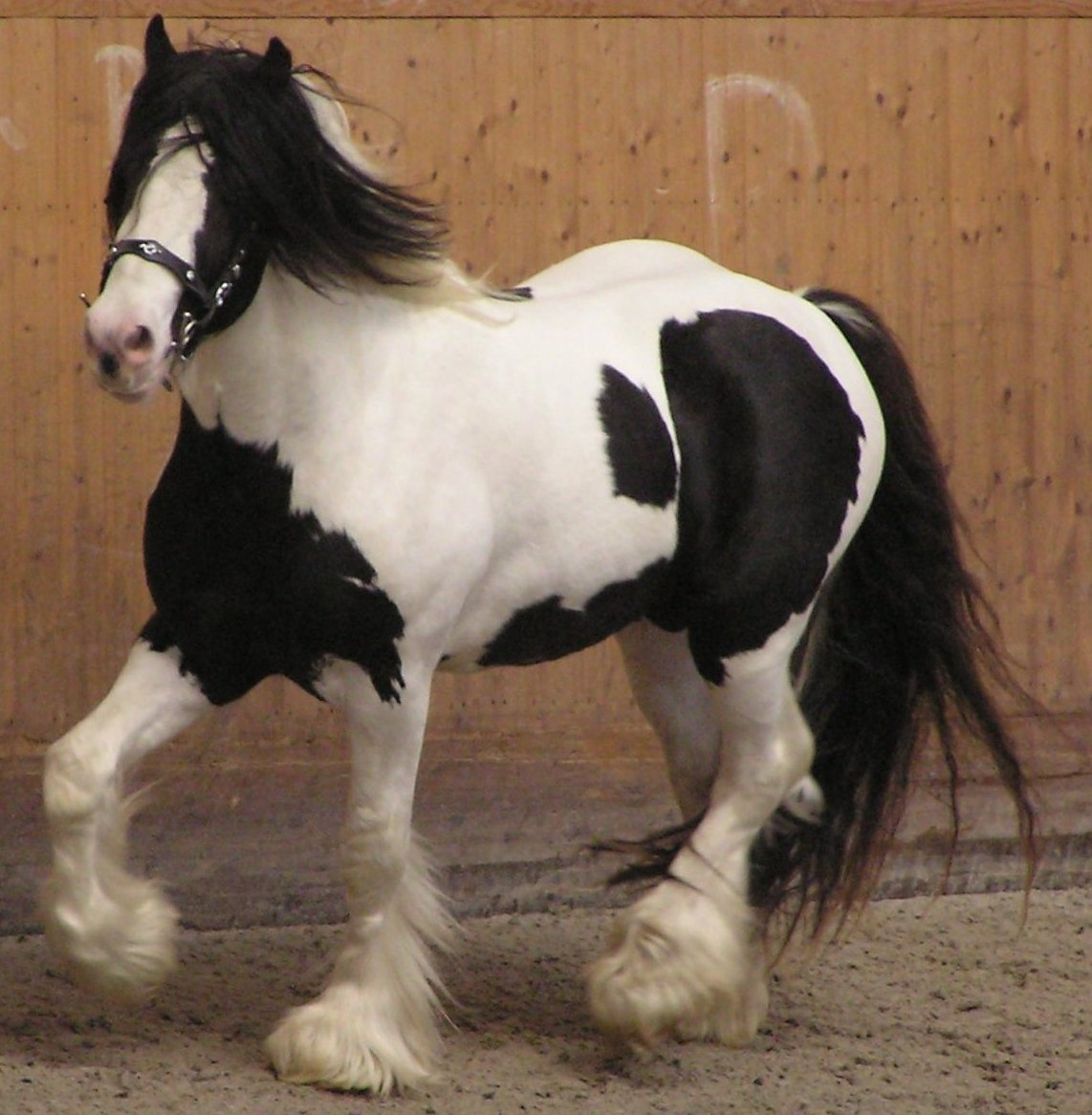
في معرض الخيول في براغ، في جمهورية التشيك

تولد كان يعرف تقليديا باسم الأيرلندية كوب، وغالبًا ما يشار إليها ببساطة باسم «جواد قوي قصير القوائم»، على الرغم من أن مصطلح جواد قوي قصير القوائم يعرّف نوع الحصان قصير القامة، بدلاً من سلالة، تستخدم أسماء أخرى في جميع أنحاء العالم للسلالة، مثل جواد قوي غجري وجواد قوي فانير وجواد قوي تينكر، في إشارة إلى ارتباطها بمجتمع السفر.
نظر المستوردون الأوائل المعروفون لجيبسي هورس إلى أمريكا الشمالية، دينيس وسيندي طومسون، إلى أن السلالة غير مسمى واختاروا اسم «فانر»، ووصفوا جمعيتهم بجمعية غجر فانر للخيول، «فانر» هو حصان سحب خفيف مناسب لسحب عربة صغيرة أو عربة متعددة الاستخدامات تجرها الخيول، يعود المصطلح إلى عام 1888 على الأقل، قبل تشكيل المجتمع الأمريكي في عام 1996، تظهر كلمة «فانر» في مصدرين مطبوعين بالاشتراك مع هذه الخيول، في عام 1979، وصف هارفي حصانًا مملوكًا للغجر بأنه «جناح صغير الحجم، يبلغ ارتفاعه حوالي 15.2 ساعة (15/1 يد)، مع لمسة من نسب كليديسدال هو غالباً ما يصعب تتبعه».

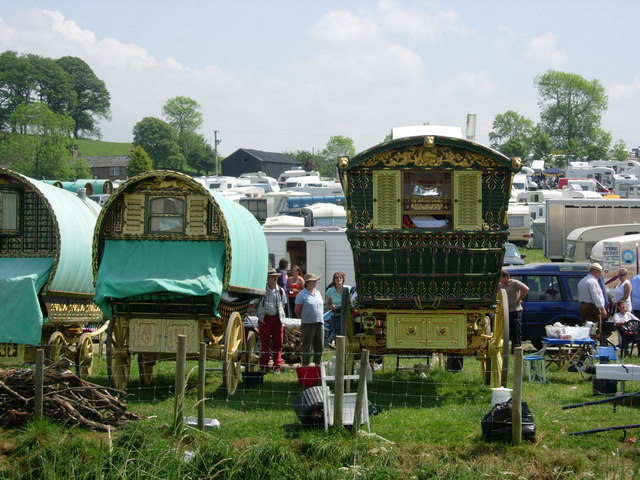
قوافل في معرض أبلبي للخيول

تأسست لاحقًا في الأعوام 1998 و2002 و2003، على التوالي، وقد أشارت جمعية الأيرلندية للجواد القوي ، إلى السلالة باسم «جواد قوي قصير القوائم»، الاسم المستخدم من قبل مربي الغجر، استخدمت جمعية الحصان الغجر، التي تأسست عام 2008، اسم «الحصان الغجري» وتذكر على موقعها الإلكتروني أن المنظمة تعترف بجميع أسماء السلالات المستخدمة حاليًا،[39] أيضا في عام 2008، أعادت جمعية رابطة مدراء ملاعب الجولف الأمريكية تسمية نفسها بسجل الغجر في أمريكا.
يتم سرد جمعيات السلالات في بلجيكا والسويد وهولندا في قاعدة بيانات رقم حياة الخيول العالمي تحت أسماء السلالات «حصان تينكر» و «المهر تينكر»

## التسجيل

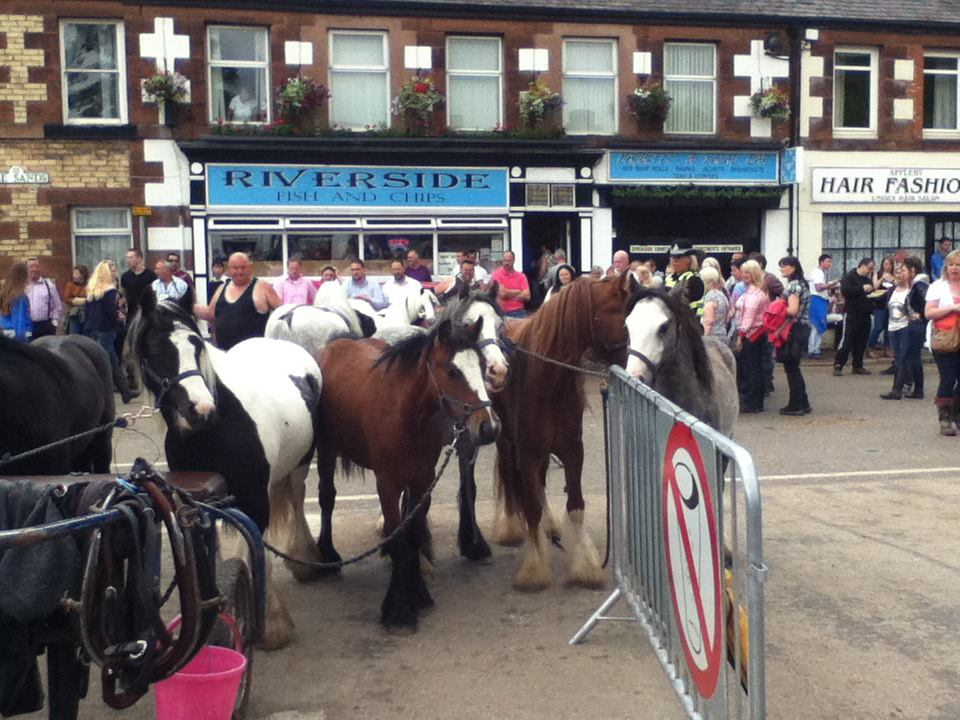
تجارة الخيول في الرمال في أبليبي في ويستمورلاند

بين الجمعيات المتنوعة المكرسة للسلالة، هناك بعض التنوع في الخدمات المقدمة، يتضمن سجل الخيول الغجري الأمريكي تصنيفات المقاسات في كتابه الخاص بالأحجار، توفر جمعية غجر الخيول الوصول إلى علامات تحديد الحمض النووي (DNA)، ونسب (التحقق من صحة كل من الروايات والحمض النووي)، وصور تسجيل معظم خيولها المسجلة على الإنترنت مجانًا، توفر رابطة غجر الخيول وسجل غجر الخيول في أمريكا كتبًا دعائية عبر الإنترنت، توفر جمعية الغجر فانر للخيول الوصول إلى دفتر الملاحظات الخاص بها مقابل رسوم، لدى مدرسة جريت فالي الثانويةأيضًا عمليات تفتيش للخيول المسجلة وتقدم جوائز لنقاط نهاية السنة من العروض المعتمدة، تقدم جمعية الغجر والكأس الطبل عمليات تفتيش وبعض العروض، نظرًا لأن التسجيل في الحصان الغجري لم يكن موجودًا إلا خلال العشرين عامًا الماضية، فإن معظم الجمعيات تتطلب تحليلًا وراثيًا للتسجيل، للتحقق من الهوية وتحديد النسل المستقبلي، تستخدم جميع مجتمعات الغجر والطبل في أمريكا الشمالية مختبر أبحاث علم الوراثة الحيوانية في جامعة كنتاكي لإجراء تحليل الحمض النووي والحفاظ على قاعدة بيانات لعلامات الحمض النووي للخيول المسجلة، تقوم جامعة كنتاكي حاليًا باختبار علامات في 17 موضعًا من التركيب الجيني للحصان، الهدف من هذا التحليل هو إما استبعاد أو فشل استبعاد حصان آخر كوالد، بروح من التعاون، منحت خمس جمعيات سلالات أمريكية بشكل مشترك لجامعة كنتاكي إذنًا باستخدام علامات الحمض النووي في تأكيد النسب، نظرًا لأن المعلومات المتعلقة بالتاريخ الماضي، بما في ذلك النسب، لكثير من خيول الغجر المستوردة إلى فقدت أمريكا الشمالية، ويسعى العديد من أصحابها لاستعادة الجذور الوراثية لحيواناتهم ، وانتشرت الخدمات لتلبية هذه الرغبة.
نظرًا لأن العديد من الخيول المقدمة للتسجيل لم يتم تسجيلها أبدًا، تقوم المنظمات الأمريكية بتقييم الخيول للتسجيل عن طريق الصور ومعلومات المنشأ مثل أوراق الاستيراد وسندات البيع، ابتداءً من عام 2014، بدأت مدرسة جريت فالي الثانوية في تقييد التسجيل على الخيول المرسلة من الفحول المسجلة في مدرسة جريت فالي الثانوية والخروج من الأفراس التي تتوفر بها علامات الحمض النووي وتأكيد النسب، فقط الخيول التي تقع بين 13 و 16 يدًا (52 و 64 بوصة، 132 و 163 سم) في الارتفاع مؤهلة للتسجيل، على الرغم من أن حالة الحيوانات التي تقع ارتفاعاتها خارج هذا النطاق يمكن توجيهها إلى مجلس إدارة مدرسة جريت فالي الثانوية.
يسمح كتاب عشيق هولندا فقط بالتسجيل الكامل لنسل الخيول المسجلة سابقًا في عدم انتظام دقات القلب البطيني غير المستدام؛ يمكن تقييم الخيول التي تم تحديدها على أنها الحصان الايرلندي أو حصان الغجرأو حصان فانر أو حصان ملون أو المهرالمسافر أو أبيض وأسود أو الحصان التقليدي كمخزون تكاثر محتمل، وإذا لزم الأمر، يتم تسجيلها في سجل ثانوي، مع أن ذريتهم مؤهلة للتسجيل الكامل، يجب أن تجتاز الخيول فحصًا للتسجيل، تتطلب جمعية الأيرلندية أيضًا عملية تفتيش، يحتوي الغجر سجل الكوب في المملكة المتحدة وإيرلندا، وهو سجل يديره مجتمع السفر، على قاعدة بيانات الحمض النووي ويتطلب إنتاج الفحول للحصول على ملف DNA.

## استخدامات

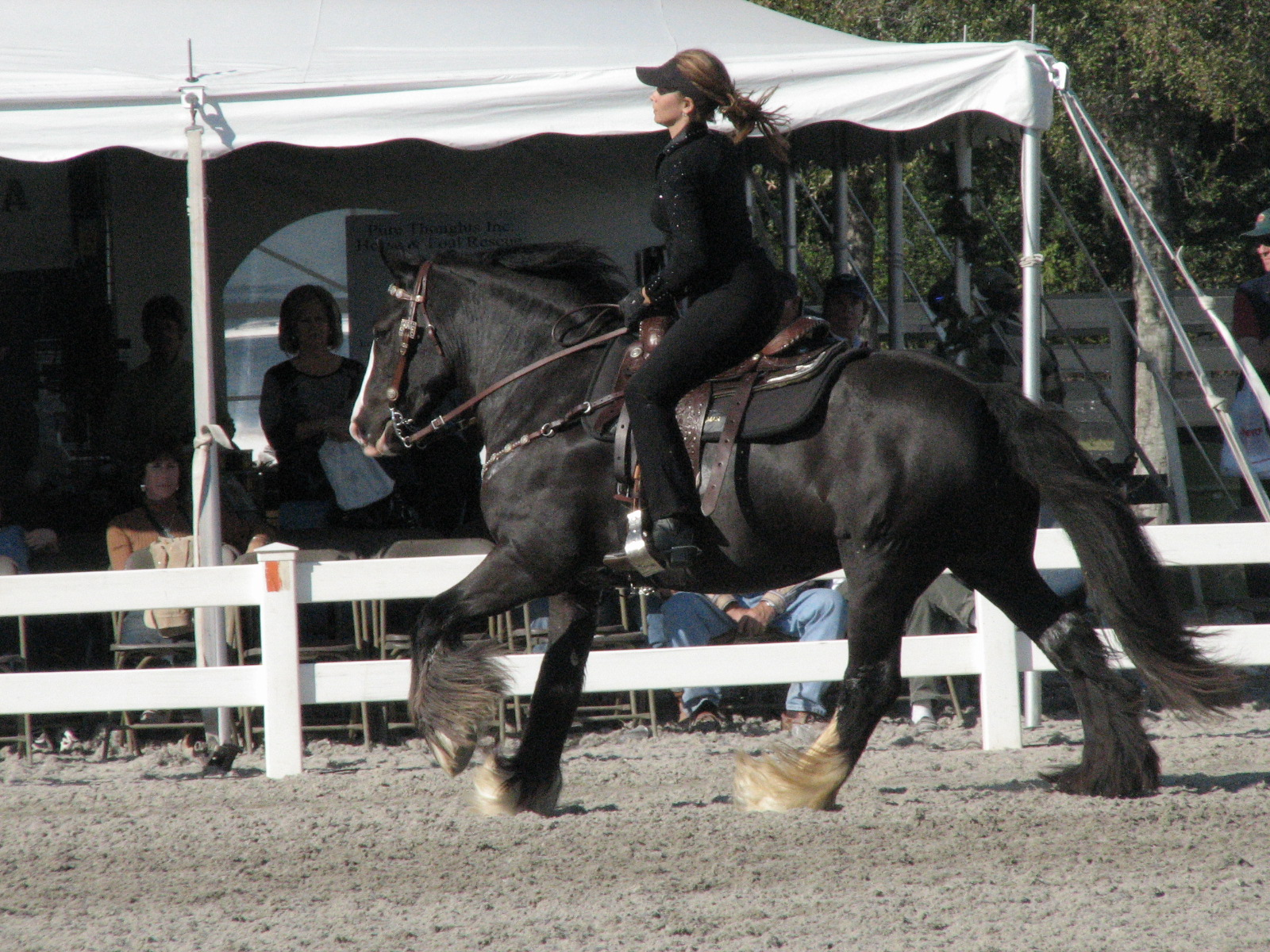
تحت السرج الغربي

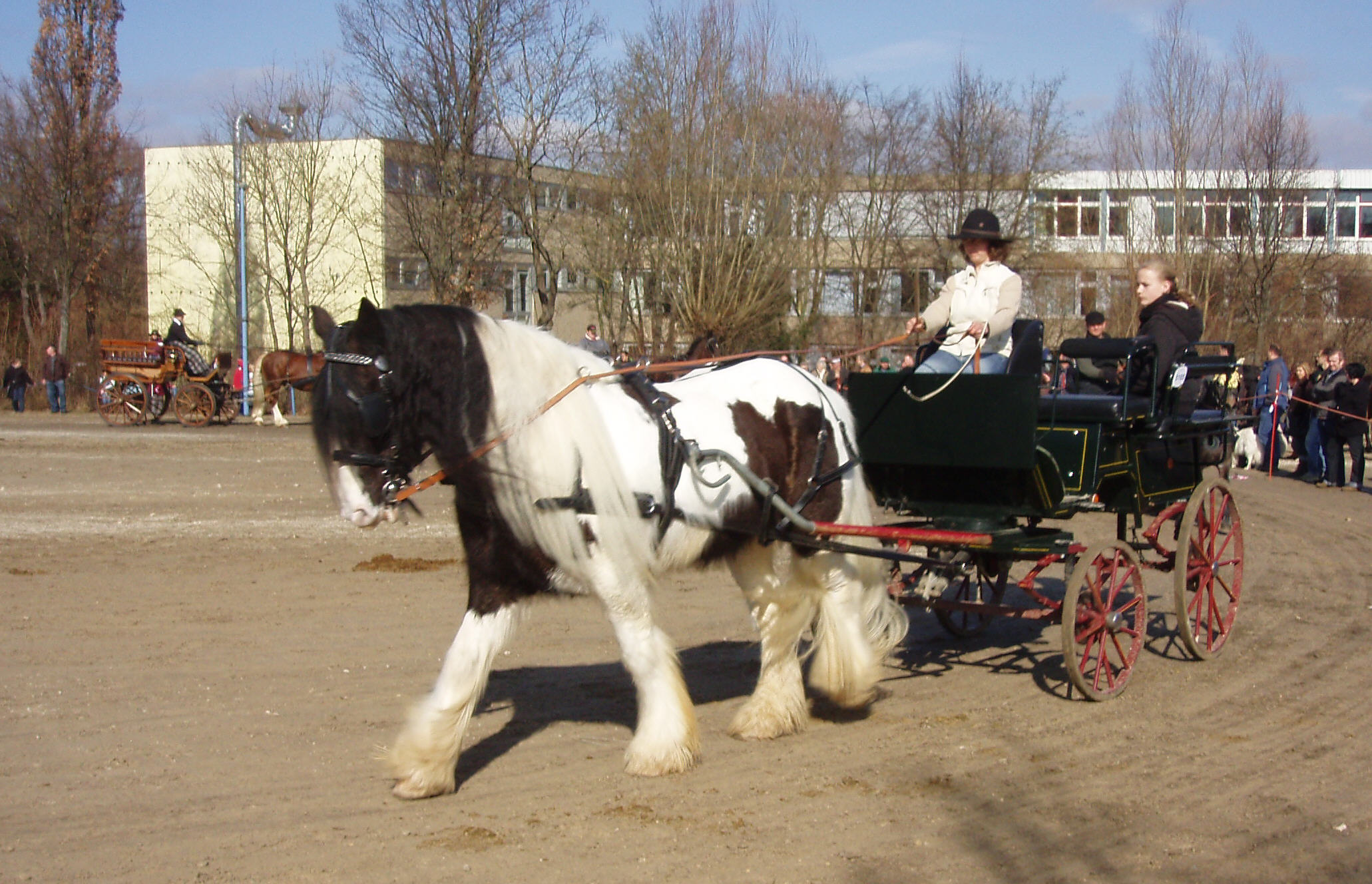
في تسخير

يتم عرض الحصان القوي قصير القوائم وتداولها في معارض الخيول التقليدية، والتي يعد معرض أبلبي هورس الأكبر في أوروبا، يسافر العديد من المسافرين وروما إلى المعرض في قوافل وفاردوس تجرها الخيول التقليدية، قام المصور الأمريكي جون إس هوكينزميث بتوثيق مثل هذه الرحلة في عام 2004، حيث كان يسافر مع رحلة عائلة هاركر التي يبلغ طولها 60 ميلًا (97 كم) ويصورها في آبلبي في عربات حية متقدة، نشر أبلبي هورس، وبعضه عتيق، وجونز صورًا تم التقاطها في معارض يوركشاير للخيول، بعضها من أوائل القرن العشرين.
في أمريكا الشمالية، عُقدت أول فصول عروض معروفة مكرسة لجبال الغجر في حديقة كولورادو للخيول في الفترة 28-29 أغسطس 2004، خلال معرضها السنوي للخيول، باستخدام معيار التكاثر لجمعية غجر الكوب الأمريكية، والآن غجري سجل حصان أمريكا، عُرض أول معرض لتكاثر الغجر، وهو معرض ولاية أوهايو للغجر، فانر هورس، برعاية جمعية غجر فانر للخيول، في عام 2005 في كولومبوس، أوهايو، يوجد حاليا عدد من عروض السلالات للحصان الغجري في الولايات المتحدة وكندا.
في الولايات المتحدة، يستخدم الغجر الحصان في العديد من رياضات الفروسية، من قبل الهواة والشباب، في عام 2004، وافق اتحاد الولايات المتحدة للفتيات على جمعية الغجر فانر للحصان كعضو منتسب، مما سمح للخيول المسجلة لدى مدرسة جريت فالي الثانوية بالتنافس في الأحداث المتعلقة بالضمادة والفروسية، تم قبول رابطة خيول الغجر في برنامج الولايات المتحدة لتحاد الترويض في عام 2008؛ انضمت جمعيتان آخرتان من الخيول الملونة بحلول عام 2011. [64]

## معلومات
يشمل ذلك منظمات السلالات في أيرلندا، هولندا، ألمانيا، الدنمارك،السويد، جمهورية التشيك، نيوزيلندا، أربع في الولايات المتحدة الأمريكية - جمعية الغجر الكوب أمريكا، وجمعية غجر الخيول، وسجل غجر الخيول في أمريكا، وجمعية غجر فانر للخيول - واثنان في أستراليا - جمعية الغجر الأسترالية وجمعية غرب الغجر الأسترالية.

تفضل جمعية الغجر فانر للخيول الارتفاع ما بين 13.2 إلى 15.2 يد (54 إلى 62 بوصة، 137 إلى 157 سم)، ولن تسجل الخيول خارج النطاق من 13 إلى 16 يد (52 إلى 64 بوصة، 132 إلى 163 سم) [65] تفضل جمعية غجر الخيول الأسترالية بين 13 إلى 15.1 يد (52 إلى 61 بوصة، 132 إلى 155 سم) وجمعية غجر الخيول وجمعية غجر أستراليا الغربية [66] تفضل الحيوانات من 13 إلى 15.2 أيدي (52 إلى 62 بوصة، 132 إلى 157 سم).